# Temnora murina
Temnora murina är en fjärilsart som beskrevs av Walker 1856. Temnora murina ingår i släktet Temnora och familjen svärmare. Inga underarter finns listade i Catalogue of Life.